# Franca Raimondi
Franca Raimondi (Monopoli, 8 luglio 1932 – Monopoli, 28 agosto 1988) è stata una cantante italiana.
Nota per aver vinto il Festival di Sanremo 1956 con il brano Aprite le finestre, ha proseguito negli anni seguenti l'attività musicale, affiancandola a numerose partecipazioni a programmi radiofonici e televisivi.

## Biografia
Nata a Monopoli, in provincia di Bari, nel 1932, studia lingue e canto. Nel 1955 partecipa a un concorso radiofonico per voci nuove organizzato dalla Rai, vincendolo, insieme ad altri cinque esordienti, tra 6446 partecipanti. Il concorso permetteva ai vincitori di accedere al Festival di Sanremo 1956.

### La vittoria al Festival di Sanremo
La cantante interpreta al Festival di Sanremo 1956 il brano Aprite le finestre, con il quale vince la manifestazione con 171 voti davanti a Tonina Torrielli con Amami se vuoi. Sempre nello stesso Festival porta le canzoni Il trenino del destino, Lucia e Tobia in abbinamento con Gianni Marzocchi e Sogni d'or in abbinamento con Clara Vincenzi. Il brano vincitore del Festival raggiunge la decima posizione in classifica di vendite.
Nello stesso anno, grazie alla vittoria nel festival, rappresenta l'Italia (assieme a Torrielli) al primissimo "Concorso Eurovisione della canzone" (oggi Eurovision Song Contest) tenutosi a Lugano, piazzandosi forse in settima posizione (nella prima edizione del festival europeo i risultati delle votazioni non furono mai rivelati, fatta eccezione per il vincitore). Sempre sull'onda del successo, prende parte alla trasmissione radiofonica Le canzoni della fortuna.

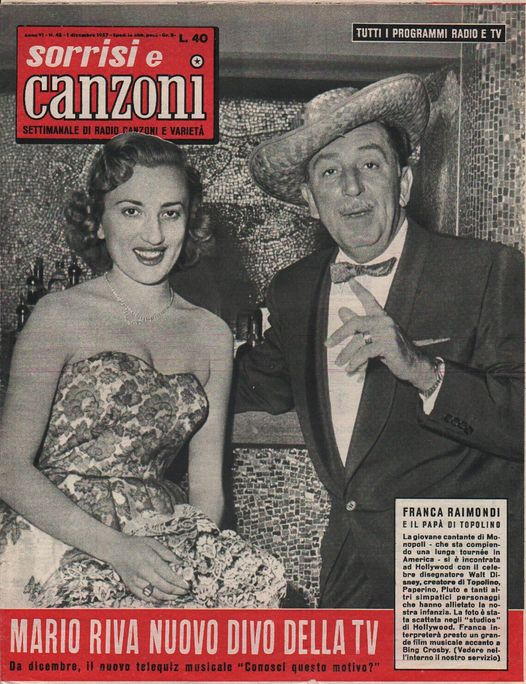
Franca Raimondi con Walt Disney nel novembre 1957, durante la tournée in Nord America

Nel 1957 partecipa al Festival di Nizza, firmando nello stesso periodo un contratto con la Rai per cantare alla radio con un'orchestra diretta da Gian Stellari. Negli anni successivi prende parte a Canzonissima e al Festival di Bari, avviando delle tournée in Canada e in America dove trova grande popolarità.

### Trasmissioni radiofoniche
Nel 1959 partecipa alla trasmissione radiofonica Solo contro tutti condotta da Mario Riva. Durante lo stesso anno prende parte alla trasmissione condotta Corrado Il traguardo degli assi, in abbinamento a Alberto Rabagliati e al Duo Fasano.
Nel 1960 porta il brano Canzone all'antica al Festival di Napoli in coppia a Mario Trevi, non arrivando però alla finale. Nel 1961 è presente al Festival di Zurigo con il brano Mostra le tue vie. Lo stesso anno partecipa al 3º Festival della Canzone Marinara di Ischia, dove, accompagnata dall'Orchestra De Martino, interpreta le canzoni N'ammore a Surriento e Serenata a Taormina, eseguite in abbinamento con Aura D’Angelo e Luciano Glori. Prosegue poi la sua carriera musicale fino agli anni ottanta.

### La morte

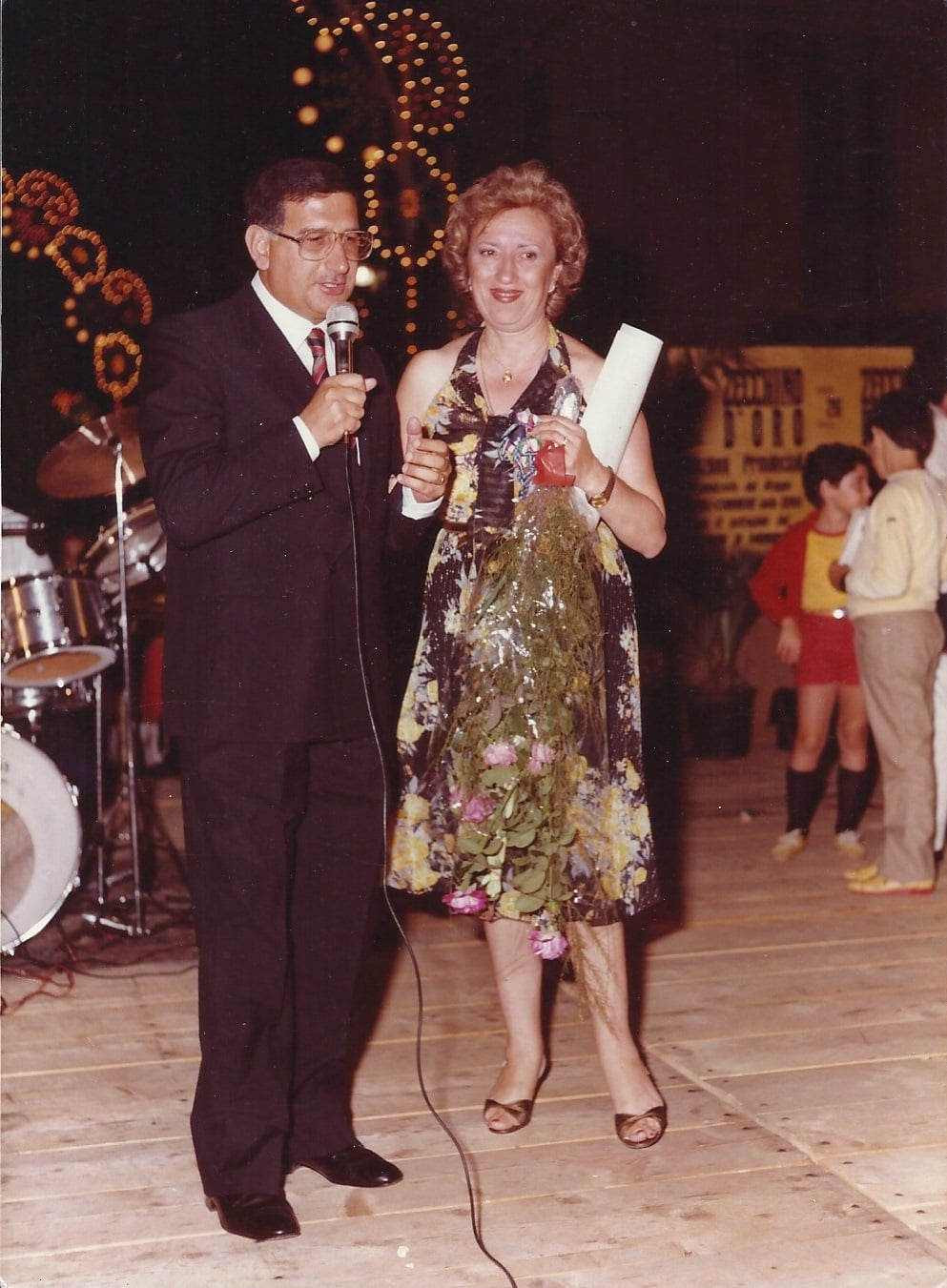
Franca Raimondi premiata dal sindaco di Monopoli Walter Laganà a un evento del 1983

Franca Raimondi muore a causa di un cancro a Monopoli il 28 agosto 1988, all'età di 56 anni.
Il 22 aprile 1990 il suo comune appone una targa in suo onore in Piazza Vittorio Emanuele. le dedica Nel 2004 sempre il comune di Monopoli le intitola il primo concorso dedicato alle donne.
Nel marzo 2014 grazie allo spot televisivo della Morellato per lanciare la sua nuova collezione di gioielli ispirati ai fiori denominata "FioreMio", il successo sanremese della Raimondi diventa la colonna sonora dello spot televisivo, che ha come protagonista la modella Sara Sampaio.

## Discografia

### 25 cm
- 1956 - Franca Raimondi - (Aprite le finestre) (Fonit, LP 196)

### 33 giri
- 1956 - N.1 Franca Raimondi (Fonit)

### 78 giri
- 1956 - Aprite le finestre/Il trenino del destino (Fonit, 15234)
- 1956 - Aprite le finestre/Sole e rose (Fonit, 15246)
- 1956 - Lucia e Tobia/Sogni d'or (Fonit, 15235; lato A cantato insieme a Gianni Marzocchi)
- 1956 - Due voci/Cilenita (Fonit, 15292)
- 1956 - Croce di oro/Un attimo (Fonit)
- 1956 - Pepita de Majorca/Canzonetta d'amore (Fonit, 15517; lato A cantato insieme a Vittorio Paltrinieri)
- 1956 - La grande carrettera/Que lindo cha cha cha (Fonit, 15518)

### EP
- 1956 - Aprite le finestre/Amami se vuoi/Sole e rose/La colpa fu!... (Fonit, EP. 4089)

### 45 giri
- 1956 - Aprite le finestre/Amami se vuoi (Fonit, SP 30019)
- 1956 - La colpa fu!/La vita è un paradiso di bugie (Fonit, SP 30020)
- 1958 - Un pizzico di gelosia/Non è così (Fonit, SP 30458)
- 1956 - Toro seduto/So che tu... (Fonit, SP 30459)
- 1959 - Passione flower/Tu mi fai girar la testa (Mon mènage a noi) (Fonit)
- 1959 - 'E scalelle d''o paraviso/Nisciuno po'sape' (Fonit)
- 1960 - Vedo te/Io chiederò (Fonit)
- 1960 - Canzone all'antica/Serenatella c''o si e c''o no (Fonit, SP 30815)
- 1960 - Cucu' sette'/Segretamente (Fonit, SP 30816)
- 1961 - Mostra le tue vie/Ave Maria (Ediphon, EP 20566; lato B canta Emma Scarpelli)

## Radio
- Le canzoni della fortuna (1956)
- Solo contro tutti (1959)
- Il traguardo degli assi (1959)

## Filmografia
- San Remo canta, regia di Domenico Paolella (1956)

## Riconoscimenti
- 1955 – Concorso radiofonico Rai
- 1956 – Festival di Sanremo 1956
- 1956 - Eurovision Song Contest 1956 7° posto
- 2011 – Targa nella Strada del Festival di Sanremo in via Matteotti a Sanremo, per il brano Aprite le finestre